# گویموکبونگ
گویموکبونگ (به لاتین: Gwimokbong) یک کوه در کره جنوبی است که در کره جنوبی واقع شده‌است. گویموکبونگ ۱٬۰۳۶ متر بالاتر از سطح دریا واقع شده‌است.